# Hans-Joachim Pohl (Physiker)
Hans-Joachim Pohl (* 10. Juni 1931 in Chemnitz) ist ein deutscher Physiker und früherer Volkskammerabgeordneter der DDR für den Deutschen Kulturbund (DKB).

## Leben
Pohl stammt ist der Sohn eines Ingenieurs. Nach dem Besuch der Volksschule und der Oberschule nahm er 1951 ein vierjähriges Studium der Physik an der Friedrich-Schiller-Universität Jena auf, das er 1955 mit dem Staatsexamen als Diplom-Physiker abschloss. Danach war er bis 1960 in der wissenschaftlichen Hauptleitung des VEB Carl Zeiss Jena tätig und danach als wissenschaftlicher Mitarbeiter bei Carl Zeiss tätig.
Von 1968 bis 1990 war er Honorarprofessor an der Universität Jena.
Seit 1996 ist Pohl Mitglied der Leibniz-Sozietät der Wissenschaften zu Berlin.

## Politik
Pohl war von 1947 bis 1956 Mitglied der FDJ und trat 1949 in den FDGB ein. 1956 wurde er Mitglied des SED und 1958 zum Volkskammer-Nachfolgekandidat ernannt.
In der Wahlperiode von 1963 bis 1967 war er Mitglied der DKB-Fraktion in der Volkskammer der DDR.

## Auszeichnungen
- zweifacher Aktivist der sozialistischen Arbeit